# Grampersdorf
Grampersdorf ist ein Ortsteil der Stadt Beilngries im oberbayerischen Landkreis Eichstätt.

## Lage
Das Dorf liegt südlich des Gemeindesitzes Beilngries auf der Hochfläche der südlichen Frankenalb im Naturpark Altmühltal. Durch den Ort führt die Staatsstraße 2229.

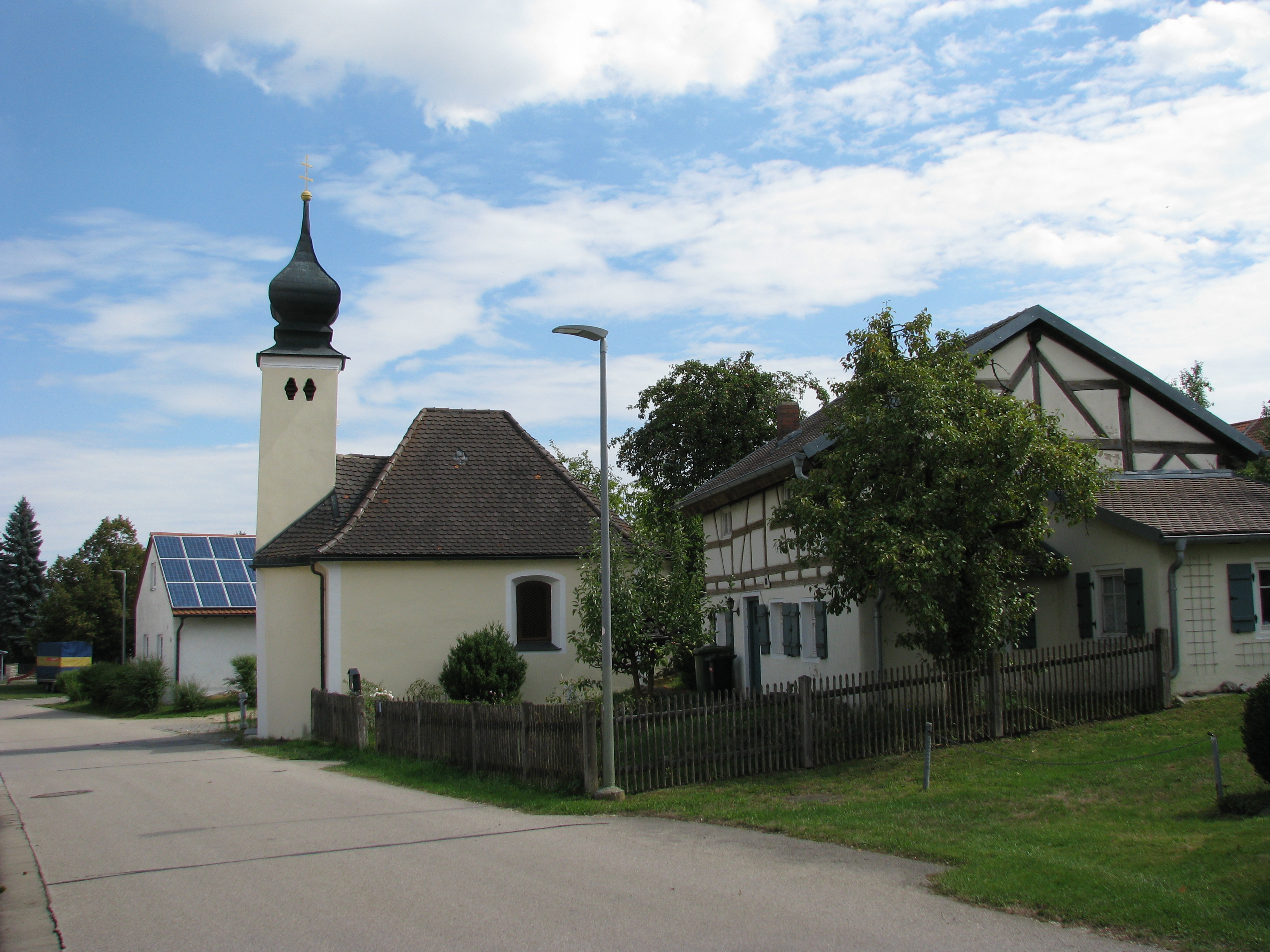
Dorfmitte mit Dorfkapelle

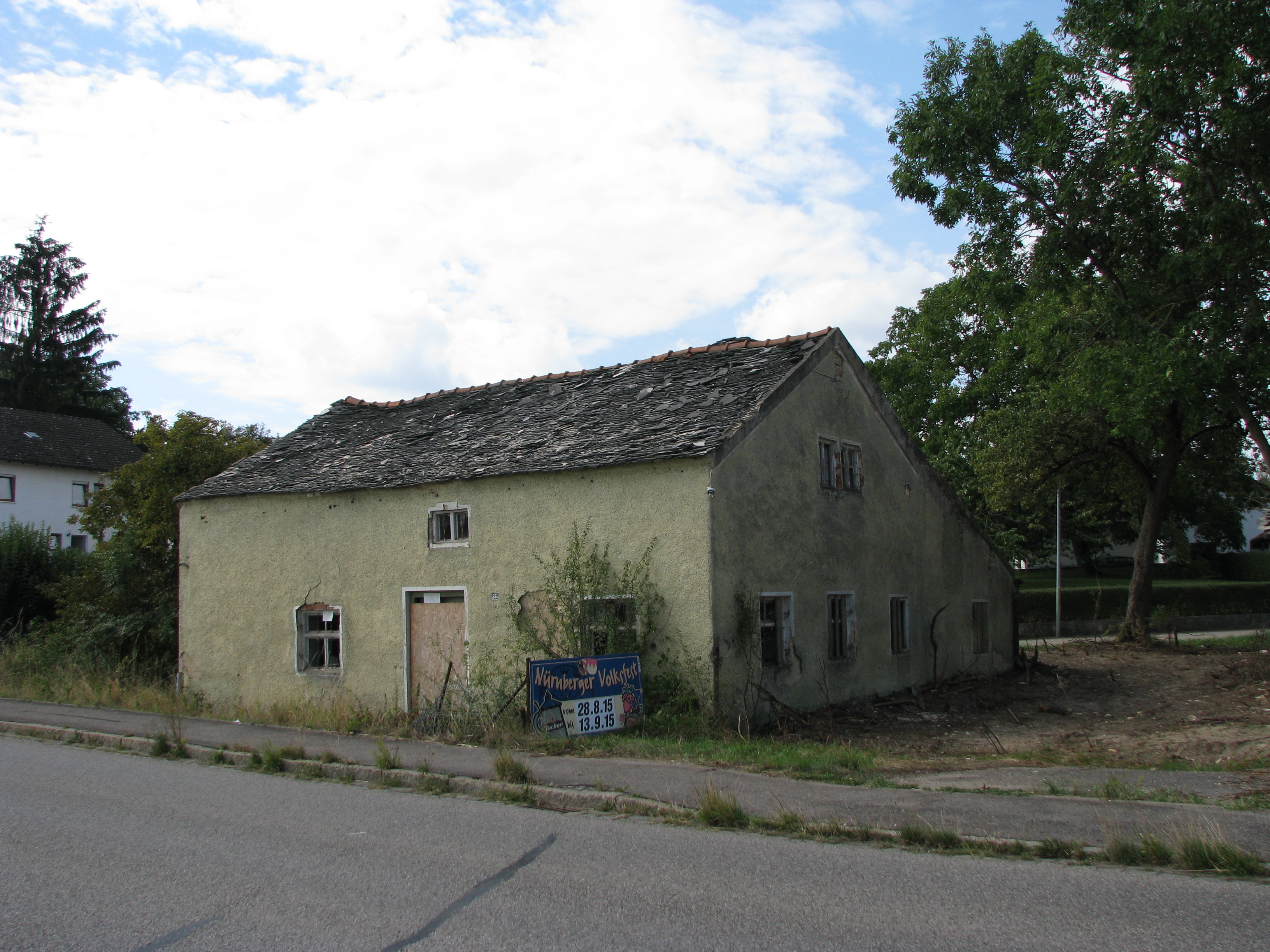
Jurahaus in Grampersdorf mit traditionellem Kalkplattendach

## Ortsnamensdeutung
Historische Ortsnamenformen sind „Greinprechtsdorf“, „Grempersdorf“. Sie werden gedeutet als „Dorf eines Greimprecht/Grambert“.

## Geschichte
„Gramprechtstorf“ ist 1316 anlässlich einer Schenkung einer Hofstatt des Heinrich von Wildenstein, der als Pfleger des Herzogs von Bayern-Landshut auf der Burg zu Arnsberg saß, an das Benediktiner-Kloster Plankstetten erstmals urkundlich erwähnt; Heinrich übergab einen Hof dem Kloster Plankstetten zur Dotation der Dorfkapelle und für den St. Peter-Altar im Südturm der Klosterkirche. Der Hof lag dem Klostersalbuch von 1463 zufolge „am See“, also an der Dorfhüle. Von alters her hatte auch das Eichstätter Domkapitel Besitz im Dorf. Frühen Besitz hatten hier auch die Emmendorfer; sie verkauften 1355 ein Gut an den Eichstätter Chorherrn Berthold von Hagel. 1447 war der Bischof von Eichstätt Herr über zwei Höfe des Dorfes; zwei weitere erhielt er 1546 von den Absbergern auf der Burg Rumburg. 1644 werden drei bäuerliche Eigenbesitzer genannt, von denen einer nebenbei auch Lehenstücke der Pfarreien Irfersdorf und Kirchbuch bewirtschaftete.
Ende des 18. Jahrhunderts gehörten grundherrschaftlich vier Anwesen zum fürstbischöflichen Kastenamt Beilngries, sechs zum Richteramt des Eichstätter Domkapitels, zwei dem fürstbischöflichen Kastenamt Kipfenberg, drei zur Johanniterkommende Altmühlmünster und je ein Hof dem Klosterrichteramt Plankstetten und (seit 1786) zur Hofmark Schönbrunn. Letzterer unterstand bis 1816 der Patrimonialgerichtsbarkeit der Schönbrunner Hofmarksherren. Gemeindlicher Besitz war das Hirtenhaus. Die Hochgerichtsbarkeit übte das fürstbischöfliche Oberamt Hirschberg aus, die Dorf- und Gemeindeherrschaft das Kastenamt Beilngries. Außerdem gehörte Grampersdorf zur Ehehaft Kottingwörth.
Im Zuge der Säkularisation kam das untere Hochstift, zu dem Grampersdorf mit seinen 18 Anwesen gehörte, 1802 an Großherzog Erzherzog Ferdinand III. von Toskana und zur Jahreswende 1805/06 an Bayern und dort in das Landgericht und Rentamt Kipfenberg und ab 1817 in das Landgericht und Rentamt Beilngries. 1808 wurde der Ort dem Steuerdistrikt Irfersdorf zugeschlagen, 1817 aber wieder abgetrennt und bildete eine eigene politische Gemeinde. Von 1817 bis 1833 war Grampersdorf leuchtenbergisch, danach wieder bayerisch. Ab 1838 war das Landgericht Beilngries (ab 1862 Bezirksamt Beilngries) und mit ihm Grampersdorf Teil des Kreises Mittelfranken mit der Hauptstadt Ansbach. 1880 kam Grampersdorf mit dem Bezirksamt Beilngries zum Regierungsbezirk Oberpfalz und Regensburg.
1933 hatte der Ort 137, 1939 122 Einwohner. Nach dem Zweiten Weltkrieg stieg die Einwohnerzahl aufgrund von Flüchtlingen vorübergehend auf 175 an. 1958 wurde eine Flurbereinigung durchgeführt. 1973 wurden 129 und 1983 150 Einwohner gezählt, die sich landwirtschaftlich in sieben Vollerwerbs- und 13 Nebenerwerbsbetrieben betätigten. Seit 1952 gibt es hier auch einen Metallveredelungsbetrieb. Bei Grampersdorf liegt ein großes Gewerbegebiet der Stadt Beilngries.
Am 1. Juli 1972 wechselte der Ort vom aufgelösten oberpfälzischen Landkreis Beilngries in den erweiterten und aus Mittelfranken nach Oberbayern eingegliederten Landkreis Eichstätt. Mit der bayerischen Gebietsreform wurde Grampersdorf am 1. Mai 1978 nach Beilngries eingemeindet.

## Einwohnerentwicklung
- 1741: 112[8]
- 1817: 111 (23 Familien)[9]
- 1835: 142 (21 Häuser)[10]
- 1861: 133 (42 Gebäude)[11]
- 1900: 145 (24 Wohngebäude)[12]
- 1939: 122[8]
- 1950: 175 (25 Anwesen)[6]
- 1973: 129[8]
- 1983: 150[8]
- 2016: 204

## Dorfkapelle
1784 wurde die katholische Dorfkapelle „Beatae Mariae virginis“ benediziert und mit einer Glocke versehen. Sie ist Eigentum der Gemeinde und ohne Messlizenz. Der rechteckige Bau hat einen Westturm mit Kuppeldach, der mit dem Kirchenschiff durch geschweifte Mauern verbunden ist. Kirchlich ist der Ort wie auch Oberemmendorf und Neuzell der Pfarrei St. Margareta Irfersdorf angegliedert.

## Veranstaltungen
Von 2008 bis 2012 fand ein Hofweihnachtsmarkt der Freiwilligen Feuerwehr im historischen Stoffelbaueranwesen statt.